# Гизебрехт, Вильгельм фон
Фридрих Вильгельм Веньямин фон Гизебрехт (нем. Friedrich Wilhelm Benjamin von Giesebrecht; 5 марта 1814, Берлин — 18 декабря 1889, Мюнхен) — немецкий историк, педагог, профессор Кёнигсбергского университета.

## Биография
Фридрих усвоил от отца, человека очень религиозного, горячего патриота и отчасти поэта, те консервативные идеи в религии и политике, которым оставался верен до конца жизни.
Будучи преподавателем истории в одной из берлинских гимназий, Гизебрехт написал «Geschichte d. Kaisers Otto II» в «Jahrbücher des Deutschen Reichs» (Берлин, 1840) и восстановил «Annales Altahenses» (Берлин, 1841), утраченный в подлиннике важный источник XI века.
Прусский министр Айхгорн обратил внимание на работы Гизербехта и дал средства для научного путешествия в Италию (1843—1845). В 1848 году Гизебрехт, в качестве члена патриотического клуба столицы, боролся против революционных идей. Реакция, поставившая Пруссию в зависимость от Австрии и России, внушила Гизебрехту идею его главного труда — «Geschichte der deutschen Kaiserzeit»; он хотел изобразить «эпоху, когда имя немцев было наиболее уважаемо всеми и когда немецкий народ был не только господином самому себе, но повелевал еще и над другими». Результаты итальянского путешествия нашли себе применение, главным образом, в этом труде, над которым Гизебрехт работал более тридцати лет (1855—1888).
«История» имела заслуженный успех благодаря основательному исследованию источников, метким характеристикам и мастерскому изложению, оказала влияние на развитие в Германии объединительных стремлений. Величие императоров Саксонского дома и династии Гогенштауфенов возбуждало у Гизебрехта энтузиазм; менее одушевляется он и выказывает меньше знаний в тех отделах труда, которые посвящены юридическому и социальному строю средневековой Германии.
В 1857 году Гизебрехт принял профессуру истории в Кенигсберге, а потом перешел в Мюнхен, где заведовал делами исторической комиссии. В 1874 году Гизебрехт взял на себя редакцию начатого Гереном и Укертом издания «Истории европейских государств». Из его сочинений следует еще упомянуть «De litterarum studiis apud Italos primis medii aevi saeculis» (Берлин, 1845; перевод Григория Турского, Б.; 2 изд., 1878); «De Gregorii VII registro emendando» (Брауншвейг, 1858); «Deutsche Reden» (Лейпциг, 1871) и «Arnold von Brescia» (1873).